# ドリームスリーパー

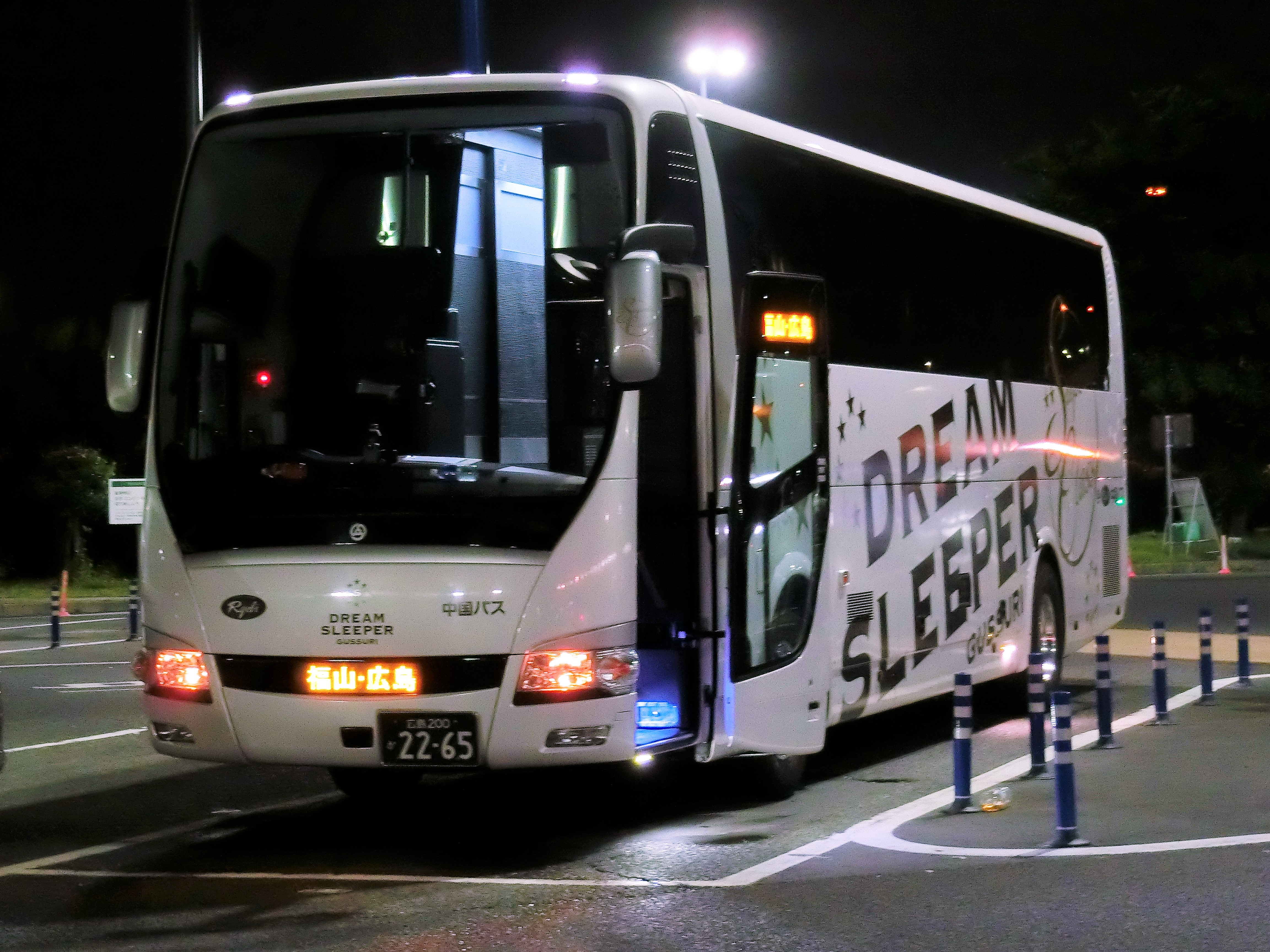
海老名SAにて開放休憩中の、東京発広島行ドリームスリーパーII（中国バス）

『ドリームスリーパー』は、中国バス・関東バス・奈良交通が運行する夜行高速バス。
広島市・福山市と町田市・横浜市を結んでいた『ドリームスリーパー』、大阪市・奈良市と東京都新宿区を結ぶ『ドリームスリーパー 東京・大阪奈良号』、広島市・福山市と東京都品川区を結ぶ『ドリームスリーパー Superior Class』の系統が存在する。
全座席指定制のため、乗車には予約が必要。乗車前にあらかじめ乗車券を購入しなければならない（ローソン・ファミリーマートでも予約ができる）。

## 概要

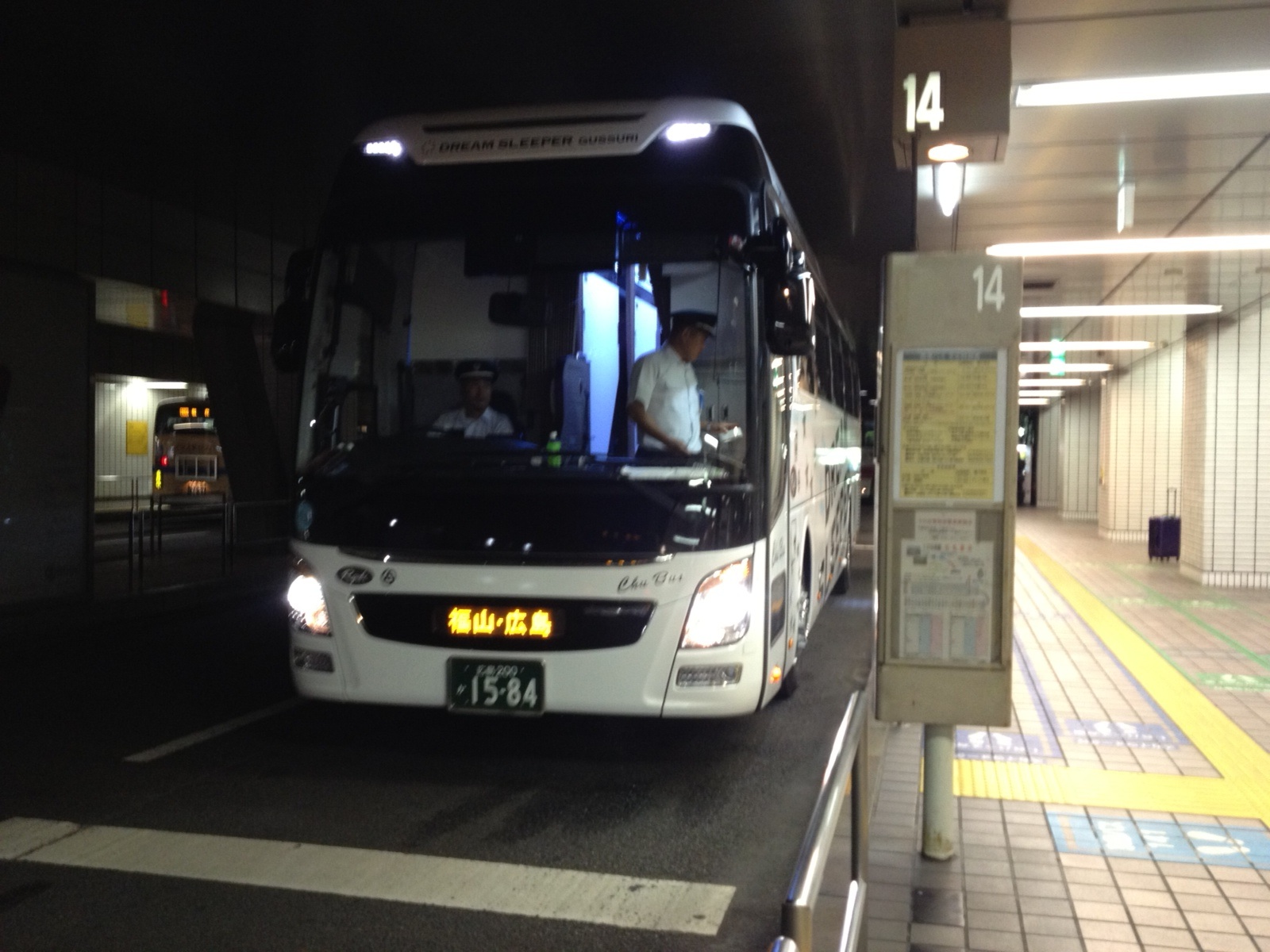
横浜駅東口で発車を待つ、広島行きドリームスリーパー（中国バス）

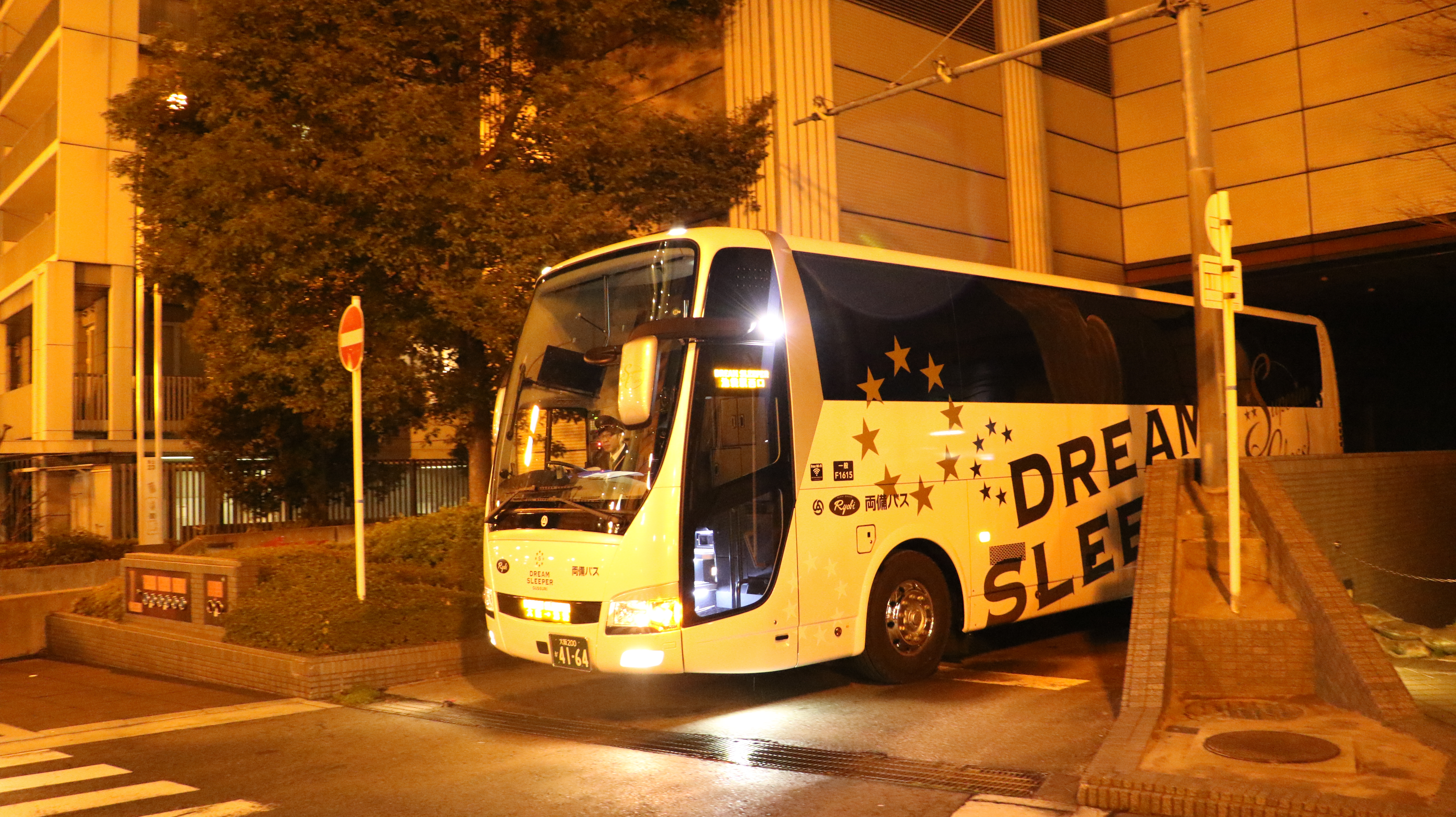
OCATに停車する、東京行きドリームスリーパーII（両備ホールディングス） ※なお、現在はOCATには停車しない

2012年（平成24年）、中国バスが運行していた広島 - 横浜線「メイプルハーバー」に、2列シート仕様の新型ヒュンダイ・ユニバースを導入したハイグレード続行便として登場。当時3・4列シートが一般的であった夜行高速バスにあって、半独立式の2列シートを備えたバスは異色の存在であった。
その後、2017年（平成29年）には他社との競合が多い東京 - 大阪線や東京 - 広島線に、改良を加え「完全個室型」のバスとして新型車を擁して運行を開始した。
運行開始に先立ち、2017年1月11日に中野サンプラザにて発表会が催された。その中の記者向け説明会で運行会社の各代表が登壇し、コメントの中で、この路線の特徴として五感で満足できることや移動自体を楽しめることをアピールした。早朝から現地で動きたいという思想を持つビジネス客の他、女性客をターゲットとしている。
当該路線の専属乗務員は、高速路線に精通した精鋭で構成され、専用の制服（1着約20万円）を着用する。
なお広島 - 東京線は広島バスセンターを起点として国道54号（祇園新道）・山陽自動車道広島ICを経由する旧「ドリームスリーパー」や多くの高速バスと異なり広島駅・広島高速道路を経由すること、広島営業所が中筋駅付近に所在することなどから、起終点は中筋駅とされている。
名称は「乗客に最高の眠りと上質なリラクゼーションをお届けする快眠バス」というコンセプトを具現化したものである。

## 歴史
- 2012年（平成24年）8月29日：広島 - 横浜線運行開始。
- 2013年（平成25年）11月9日：テレビ朝日のバラエティ番組「お願い!ランキングGOLD」の「バス通が乗ってほしい!と思う夜行バスランキング」において、ドリームスリーパーが1位を獲得する。
- 2015年（平成27年）6月1日：カレンダー運賃を導入。
- 2016年（平成28年）：両備ホールディングスが出展した「ドリームスリーパーII Superior Class」がグッドデザイン賞を受賞。同年12月から大阪 - 東京間で運行予定と発表される[4]。
- 2017年（平成29年）
  - 1月18日：大阪 - 東京線運行開始。
  - 3月31日：広島 - 横浜線運行終了。
  - 4月1日：広島 - 東京線運行開始[5]。
- 2019年（令和元年）7月17日：大阪 - 東京線ダイヤ改正・経路変更。難波の停留所がなんばOCATから南海なんば高速バスターミナルに変更、また大阪駅前（桜橋口アルビ前）と新宿駅西口（14番のりば）が追加となった。
- 2020年（令和2年）
  - 3月23日：新型コロナウイルス感染拡大の影響により、この日より当面の間広島 - 東京線が運休[6]。
  - 4月4日：新型コロナウイルス感染拡大の影響により、この日より当面の間大阪 - 東京線が運休[7][8]。同年7月1日より運行再開予定[9]。
- 2022年（令和4年）
  - 12月16日：大阪 - 東京線のダイヤ改正を実施。大和西大寺駅南口・JR奈良駅まで延伸するとともに、路線名称を「ドリームスリーパー東京・大阪奈良号」に改称。奈良交通との共同運行となる[10]、また、東京側の停留所を新宿駅東口からバスタ新宿に変更し、池袋駅西口を廃止。

## 運行概要

### 奈良・大阪 - 東京線
運行会社
- 両備ホールディングス（運行撤退）
  - 両備バスカンパニー大阪支店が夜行0.5往復担当。コロナ禍で運行休止のまま2022年4月22日に離脱。
- 関東バス
  - 丸山営業所が夜行0.5往復担当。2022年4月22日から単独運行。2022年7月15日より12月15日まで夜行1往復対応。
- 奈良交通
  - 奈良営業所が夜行0.5往復担当。2022年12月16日より運行参入。

停車停留所
　大阪→東京
- 門真車庫 → 難波（南海なんば高速BT） → 大阪駅前（桜橋口アルビ前） → 新宿駅西口（14番のりば） → 池袋駅西口（7番のりば）

　東京→大阪
- 池袋駅西口（7番のりば） → 新宿駅西口（14番のりば） → 難波（南海なんば高速BT） → 大阪駅前（桜橋口アルビ前） → 門真車庫

※上下便で大阪側の停車順序が異なる。2022年4月22日から門真車庫停留所廃止。
　奈良・大阪 → 東京
- JR奈良駅東口（4番のりば）→ 大和西大寺駅南口（11番のりば）→ 難波（南海なんば高速BT） → 大阪駅前（桜橋口アルビ前） → バスタ新宿

　東京→大阪・奈良  
- バスタ新宿→ 難波（南海なんば高速BT） → 大阪駅前（桜橋口アルビ前）→ 大和西大寺駅南口（11番のりば） →JR奈良駅東口（4番のりば）

※上下便で大阪側の停車順序が異なる。

### 広島 - 東京線
運行会社
- 中国バス
  - 広島営業所が夜行1往復担当。
  - 東京側の運行支援業務はニッコー観光バス（両備グループ）が担当。

停車停留所
- 中筋駅 - 広島バスセンター - 広島駅新幹線口 - 福山駅 - 広尾 ⇔ 水道橋東京ドームホテル - 大崎駅西口

### 広島 - 横浜線（運行終了）
運行会社
- 中国バス
  - 広島営業所が夜行1往復を担当していた。
  - 横浜側の予約・発券業務は神奈川中央交通（横浜神奈交バス）が担当していた。

運行経路・停車停留所
太字は停車停留所。横浜 - 町田間のみ、および広尾以西のみの利用不可。
横浜駅東口 - 国道1号 - 狩場IC  - 横浜横須賀道路 - 保土ヶ谷バイパス - 横浜町田IC - 大和バイパス - 国道16号（混雑状況によっては町田街道に迂回する） - 町田バスセンター - 国道16号（町田街道へ迂回する場合あり） - 大和バイパス - 横浜町田IC - 東名高速道路（御殿場JCTから三ヶ日JCTまでを新東名高速道路へ迂回する場合あり） - 名神高速道路（東名高速道路豊田JCTより伊勢湾岸自動車道経由で草津JCTまでを新名神高速道路へ迂回する場合あり） - 中国自動車道 - 山陽自動車道 - 福山東IC - 国道182号 - 広尾 - 国道2号 - 福山駅前 - 国道2号 - 赤坂バイパス - 松永道路 - 福山西IC - 山陽自動車道 - 西条IC - 国道375号 - 国道486号 - 西条昭和町 - 国道486号 - 国道375号 - 西条IC - 山陽自動車道 - 広島IC - 国道54号（祇園新道） - 中筋駅 - 広島バスセンター - 広島駅新幹線口
- 事前に降車バス停を指定して予約するため、横浜行は町田バスセンター、広島行は広尾・福山駅前・西条昭和町の各バス停の利用が無い場合、横浜（狩場インター）・広島（広島インター）へ直行する。当然ながら、この際には途中インターチェンジでの高速道路からの流出も無い。
- 横浜行は龍野西SA、広島行は足柄SAで開放休憩を行っていた。

## 使用車両

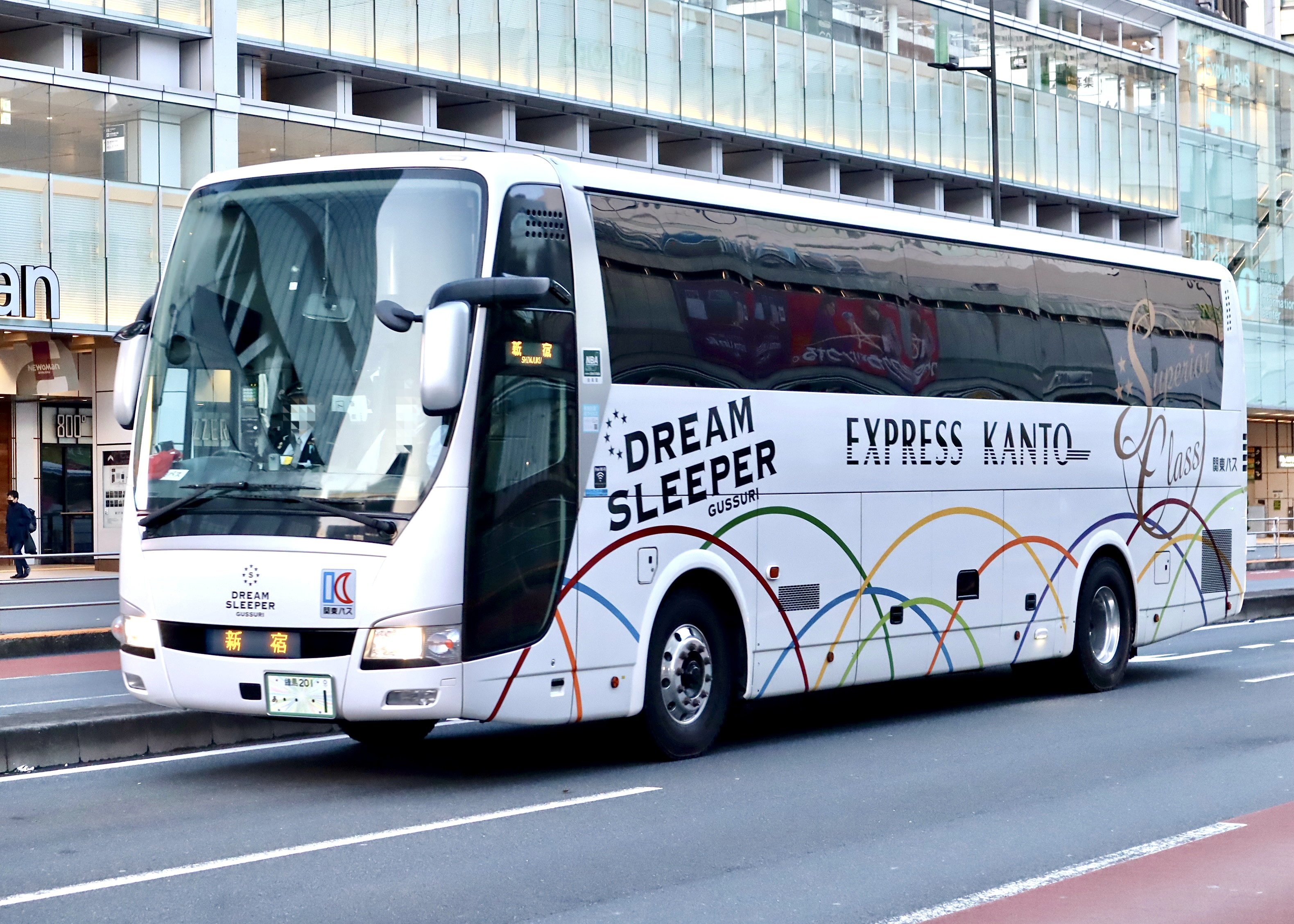
関東バスが所有するドリームスリーパー専用車。エクスプレス関東デザインにドリームスリーパーのロゴをあしらったデザインとなっている。

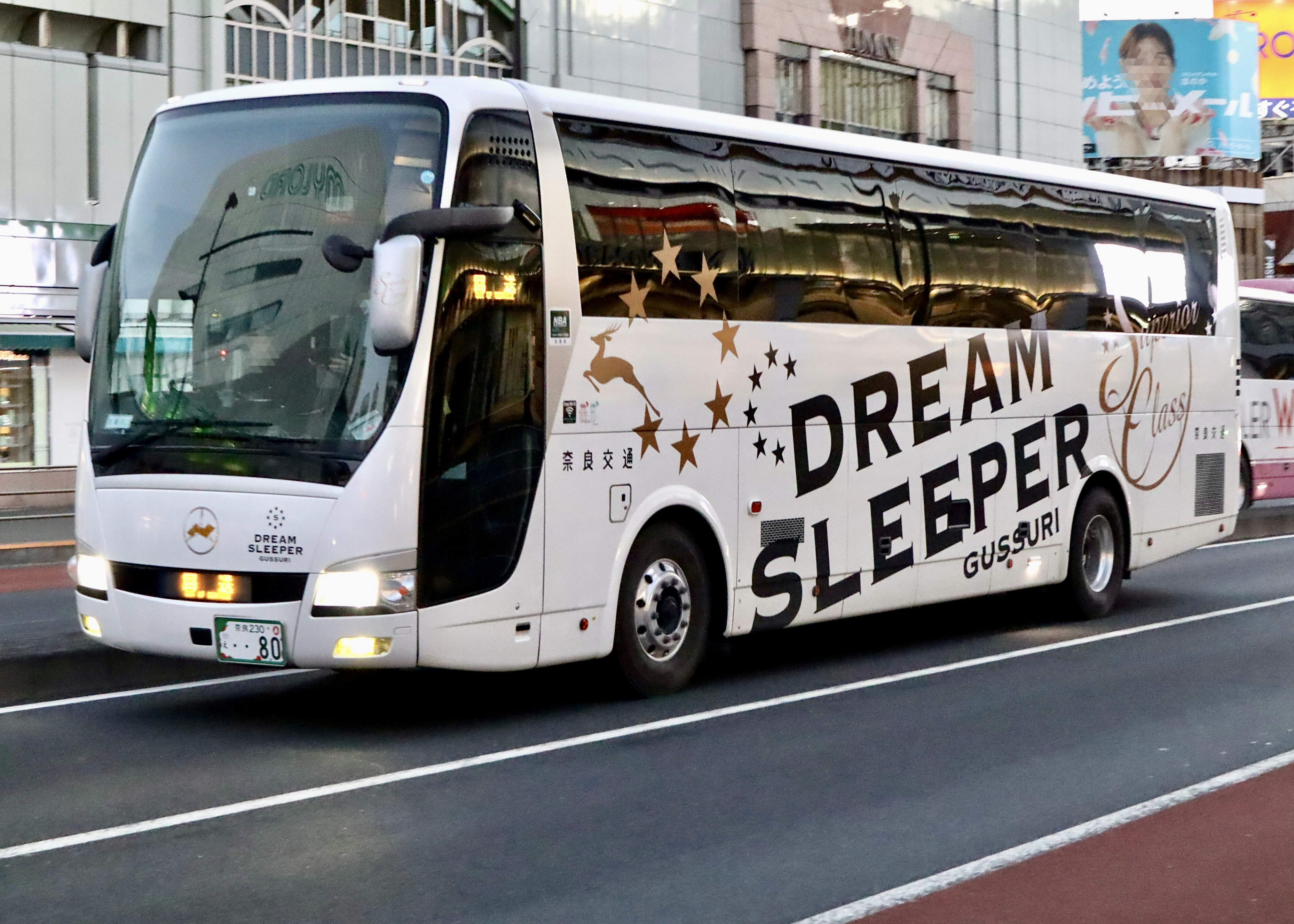
両備ホールディングスから移籍した奈良交通80号車

- ヒュンダイ・ユニバース（2012年 - 2017年）
  - 個室カーテン付2列シート（全席電動リクライニングシート、エグゼクティブシートとゼログラビティシートで若干内容が異なる）を備えた特注車。天龍工業と共同で開発した[3]「ゼログラビティシート」を採用し、ボタン操作でリクライニングとフットレストが自動で調節され、快適な姿勢をキープできるようになっている。NASAの理論に着想を得たと紹介されており、背もたれ角度を40度、座席角度を30度、フットレストを水平にした「ゼログラビティ姿勢」に設定すると無重力状態を体感出来ると謳っている[2]。
- 三菱ふそう・エアロクイーン（2017年 - ）
  - バス業界初の完全個室型シート（全11室）を装備する特注車[2]。一室あたりの寸法は、幅が約85cm・奥行きが約160cmだが、部屋によって若干異なる[2]。「ゼログラビティシート」を全席で採用しており[2]、着席確認用カメラとSOSボタン（車内非常通報装置）を各部屋に設置し、安全面にも考慮している[2]。

車両外観は運行会社によって異なり、関東バスは高速路線専用デザインに「DREAM SLEEPER」のロゴを付記、両備ホールディングス及び中国バスは「DREAM SLEEPER」専用デザインをそれぞれ採用している。奈良交通は先述の2社と同様の塗装に、同社保有車両の特徴でもある鹿の影絵イラストをあしらったデザインとなっている。
全便自動音声放送が設定されている。初代車両は両備ホールディングス高速バスのフォーマットに準じていたが、現行車両からは同社一般路線バスと共通の車内メロディに男声仕様のアナウンスとオリジナルの内容となっている。関東バス担当便は同社夜行高速バスと共通のものを使用。

## 車内設備
- 完全個室仕様2列シート
- 電源コンセント、USBポート
- ウェルカムアロマ
- Wi-Fi
- パウダールーム
- ヘッドフォン（リラクゼーションBGM）
- プラズマクラスターイオン発生器（シャープ製）
- 化粧室（温水洗浄機能付き）
- アメニティグッズ（アイマスク、耳栓など）